# Amos Kendall
Amos Kendall (Dunstable, 16 agosto 1789 – Washington, 12 novembre 1869) è stato un politico statunitense, 8° Direttore delle Poste.

## Biografia
Fu l'ottavo direttore generale delle poste degli Stati Uniti durante la presidenza di Andrew Jackson (7º presidente) prima e nel corso della presidenza di Martin Van Buren (8º presidente) poi.
Nato nello stato del Massachusetts, studiò all'accademia Lawrence Academy a Groton e al Dartmouth College.

## Riconoscimenti
La contea di Kendall, stato di Illinois, è stata chiamata così in suo onore. Lo stesso per la città di Kendall, stato di New York